# Union démocratique pour l'intégration
Pour les articles homonymes, voir BDI.
L'Union démocratique pour l'intégration (en albanais Bashkimi Demokratik për Integrim, en abrégé BDI ; en macédonien Демократска унија за интеграција, Demokratska unija za integracija, en abrégé ДУИ, DUI) est un parti politique macédonien qui représente la minorité albanaise, laquelle constitue 25 % de la population du pays. Il a été fondé en 2002 par Ali Ahmeti, qui est resté à sa tête depuis. Le drapeau et le symbole du parti montrent la première lettre de chaque mot du nom du parti en albanais (BDI), surmonté de sept étoiles.
Le BDI est un parti qui défend le nationalisme albanais ainsi que les droits des minorités en Macédoine du Nord. Le reste de son programme répond à de multiples orientations idéologiques. Depuis sa création, il s'est peu à peu affirmé comme le principal parti albanais du pays, en étant notamment présent dans les coalitions gouvernementales. Il a ainsi progressivement pris la place du Parti démocratique des Albanais (DPA).
Le BDI a d'abord fourni des ministres dans un gouvernement de gauche, dominé par la SDSM, avant de devenir un partenaire important des gouvernements de droite qui se sont succédé depuis 2006, tous dominés par le VMRO-DPMNE. 
Il compte dans ses rangs un grand nombre d'anciens combattants de l'UÇK-M, qui a organisé l'insurrection albanaise de 2001 en Macédoine. Son président, Ali Ahmeti, était d'ailleurs le chef de l'UÇK-M. Pour cette raison, une majorité de Macédoniens ont une vision négative du parti et considèrent qu'il forme un moins bon partenaire gouvernemental albanais que le DPA.

## Histoire

### Origines
Le BDI a été fondé en 2002 par Ali Ahmeti, chef de l'UÇK-M, une organisation apparentée à l'UÇK, active pendant la guerre du Kosovo. En 2001, cette organisation nationaliste albanaise a lancé un conflit de plusieurs mois contre les forces macédoniennes, afin que la minorité albanaise obtienne plus de droits. La situation, qui tendait vers la guerre civile, a été apaisée par la médiation internationale et la signature des accords d'Ohrid, qui ont augmenté les droits des minorités du pays. La fondation du BDI représente l'entrée dans la vie politique démocratique des anciens combattants de l'UÇK-M. Le parti défend d'ailleurs activement les droits de ces anciens rebelles, afin notamment qu'ils soient traités de la même façon que les soldats macédoniens qu'ils ont combattus pendant l'insurrection.

### Parcours politique
Lors des élections législatives du 15 septembre 2002, le BDI a obtenu 11,9 % des voix au niveau national ce qui s'est traduit par 16 sièges sur les 120 de l'Assemblée. Le BDI a reçu le soutien de 70 % des électeurs de la communauté albanaise. Ce score lui permet d'intégrer le nouveau gouvernement de Vlado Bučkovski, formé avec l'Union sociale-démocrate de Macédoine et le Parti libéral de Macédoine.
Lors des élections de 2006, qui ont vu une victoire de la droite, le BDI a formé une coalition électorale avec le Parti pour la prospérité démocratique (PDP), un parti albanais modéré. Malgré le bon score obtenu par cette coalition, le VMRO-DPMNE, nouveau parti majoritaire, a préféré former une coalition avec le DPA. Ce choix a entraîné d'importantes manifestations, mais le DUI a dû rejoindre l'opposition. Lors de nouvelles élections en 2008, le DUI a remporté 18 sièges et a finalement intégré le gouvernement dirigé par le VMRO-DPMNE.
Lors de l'élection présidentielle de mars 2009, le candidat du DUI Agron Buxhaku n'obtient que 6,53 % de voix. Il est devancé par Imer Selmani, de la Nouvelle Démocratie, un autre parti albanais, qui obtient 13,32 % des voix. Le BDI est alors désavoué par les électeurs albanais par son manque d'actions et ses luttes pour le pouvoir en interne et en externe contre le DPA.